# ヤヌシュ・アレクサンデル・サングシュコ
ヤヌシュ・アレクサンデル・サングシュコ（ポーランド語：Janusz Aleksander Sanguszko、1712年5月5日 - 1775年9月14日）は、ポーランド・リトアニア共和国の大貴族、公。オストロフの第7代オルディナト。1735年よりリトアニア剣捧持官、1750年より1760年までリトアニア宮内副長官の任にあった。

## 生涯
リトアニア宮内長官パヴェウ・カロル・サングシュコ公と、王冠領宮内長官ユゼフ・カロル・ルボミルスキ公の娘マリアンナの間に長男として生まれた。サングシュコは政治に興味を持たず、一族がそれまで集めてきた財産を贅沢に浪費することにその生涯を費やした。多額の借財を作った彼は1753年、母親から相続したオストログスキ家のオルディナツィアを手放し、これをチャルトリスキ家とその同盟者の一門「ファミリア」の人々に分割贈与することに同意した。「トランサクツィア・コルブショフスカ（transakcja kolbuszowska）」と呼ばれたこの取り決めは、「ファミリア」と敵対するヘトマンのヤン・クレメンス・ブラニツキの反対を受けたが、1766年に最終的にセイム（共和国議会）によって承認され、オストロフのオルディナツィアは解体した。

## 叙勲
- 白鷲勲章…1736年8月11日